# Liberia i olympiska spelen
Liberia deltog första gången vid olympiska sommarspelen 1956 i Melbourne och har sedan dess varit med vid de flesta olympiska sommarspelen, de har endast missat spelen 1968 i Mexico City, spelen 1976 i Montréal och spelen 1992 i Barcelona. De har aldrig deltagit vid de olympiska vinterspelen. De har aldrig vunnit någon medalj.

## Medaljer
| Guld | Silver | Brons | Totalt antal medaljer |
| ---- | ------ | ----- | --------------------- |
| 0    | 0      | 0     | 0                     |

### Medaljer efter sommarspel
| Spel                | Idrottare                           | Guld                                | Silver                              | Brons                               | Totalt                              | Placering                           |
| Melbourne 1956      | 4                                   | 0                                   | 0                                   | 0                                   | 0                                   | –                                   |
| Rom 1960            | 4                                   | 0                                   | 0                                   | 0                                   | 0                                   | –                                   |
| Tokyo 1964          | 1                                   | 0                                   | 0                                   | 0                                   | 0                                   | –                                   |
| Mexico City 1968    | Deltog inte                         | Deltog inte                         | Deltog inte                         | Deltog inte                         | Deltog inte                         | Deltog inte                         |
| München 1972        | 5                                   | 0                                   | 0                                   | 0                                   | 0                                   | –                                   |
| Montréal 1976       | Deltog inte                         | Deltog inte                         | Deltog inte                         | Deltog inte                         | Deltog inte                         | Deltog inte                         |
| Moskva 1980         | Drog sig ur efter öppningsceremonin | Drog sig ur efter öppningsceremonin | Drog sig ur efter öppningsceremonin | Drog sig ur efter öppningsceremonin | Drog sig ur efter öppningsceremonin | Drog sig ur efter öppningsceremonin |
| Los Angeles 1984    | 7                                   | 0                                   | 0                                   | 0                                   | 0                                   | –                                   |
| Seoul 1988          | 8                                   | 0                                   | 0                                   | 0                                   | 0                                   | –                                   |
| Barcelona 1992      | Deltog inte                         | Deltog inte                         | Deltog inte                         | Deltog inte                         | Deltog inte                         | Deltog inte                         |
| Atlanta 1996        | 5                                   | 0                                   | 0                                   | 0                                   | 0                                   | –                                   |
| Sydney 2000         | 8                                   | 0                                   | 0                                   | 0                                   | 0                                   | –                                   |
| Aten 2004           | 2                                   | 0                                   | 0                                   | 0                                   | 0                                   | –                                   |
| Peking 2008         | 3                                   | 0                                   | 0                                   | 0                                   | 0                                   | –                                   |
| London 2012         | 3                                   | 0                                   | 0                                   | 0                                   | 0                                   | –                                   |
| Rio de Janeiro 2016 | 2                                   | 0                                   | 0                                   | 0                                   | 0                                   | –                                   |
| Tokyo 2020          | 3                                   | 0                                   | 0                                   | 0                                   | 0                                   | –                                   |
| Paris 2024          | Framtida tävling                    |                                     |                                     |                                     |                                     |                                     |
| Los Angeles 2028    | Framtida tävling                    |                                     |                                     |                                     |                                     |                                     |
| Brisbane 2032       | Framtida tävling                    |                                     |                                     |                                     |                                     |                                     |
| Totalt              | Totalt                              | 0                                   | 0                                   | 0                                   | 0                                   | –                                   |